# Paralisia facial

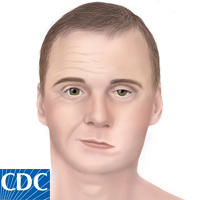
A perda ou diminuição do tônus muscular em um ou ambos os lados da face é chamada de paralisia facial. Na imagem, o lado esquerdo está acometido, afetando/impedindo/dificultando a movimentação da musculatura facial.

A paralisia facial é um distúrbio caracterizado por paresia ou paralisia de todos ou de alguns músculos da expressão facial. Ocorre quando há lesão no nervo facial (VII par craniano), afetando a mímica facial podendo ser temporária ou permanente, e classificada como central ou periférica, a depender do local da lesão.
A paralisia central é causada por lesão dos neurônios motores piramidais do córtex frontal, que são responsáveis pelos movimentos faciais voluntários. Esta lesão pode afetar a parte superior da face (lesão nos núcleos motores do nervo facial ipsilateral à lesão) ou parte superior e inferior da face (lesão nos núcleos motores do nervo facial contralateral à lesão). A paralisia central é frequentemente decorrente de lesões vasculares, tumorais, processos degenerativos ou inflamatórios, e pode estar associada a manifestações neurológicas, como hemiplegia e disartria.
Já a paralisia periférica é causada por lesão no núcleo motor do nervo facial (no terço inferior). As causas mais comuns para a paralisia facial periférica são traumatismo cranioencefálico, lesões iatrogênicas do nervo facial, lesões por arma de fogo, ferimentos cortantes da face e lesão do nervo facial no parto. Os sintomas incluem presença de rugas na testa do lado afetado pela paralisia, olhos mais estreitos do lado comprometido, comissura labial elevada do lado afetado, entre outros. Em relação ao sistema estomatognático, a paralisia periférica pode afetar a mastigação, a deglutição, a articulação da fala e a expressão facial.

## Sintomas da paralisia facial
O principal sintoma é a perda abrupta dos movimentos de um dos lados da face. Além desse, há outros sintomas:
- Dificuldade na realização de movimentos simples, como franzir a testa, elevar as sobrancelhas, fechar os olhos, sorrir, etc.[5]
- Dor próximo às orelhas e na mandíbula[5]
- Alteração no paladar em parte da língua[5]
- Hipersensibilidade auditiva[5]
- Sensação de olhos e boca secos ou lacrimejamento e salivação em excesso[5]
- Dormência ou fraqueza da musculatura facial[3]
- Dificuldade na mastigação e/ou deglutição[4]
- Instabilidade na articulação da fala[4]

## Causas da paralisia facial

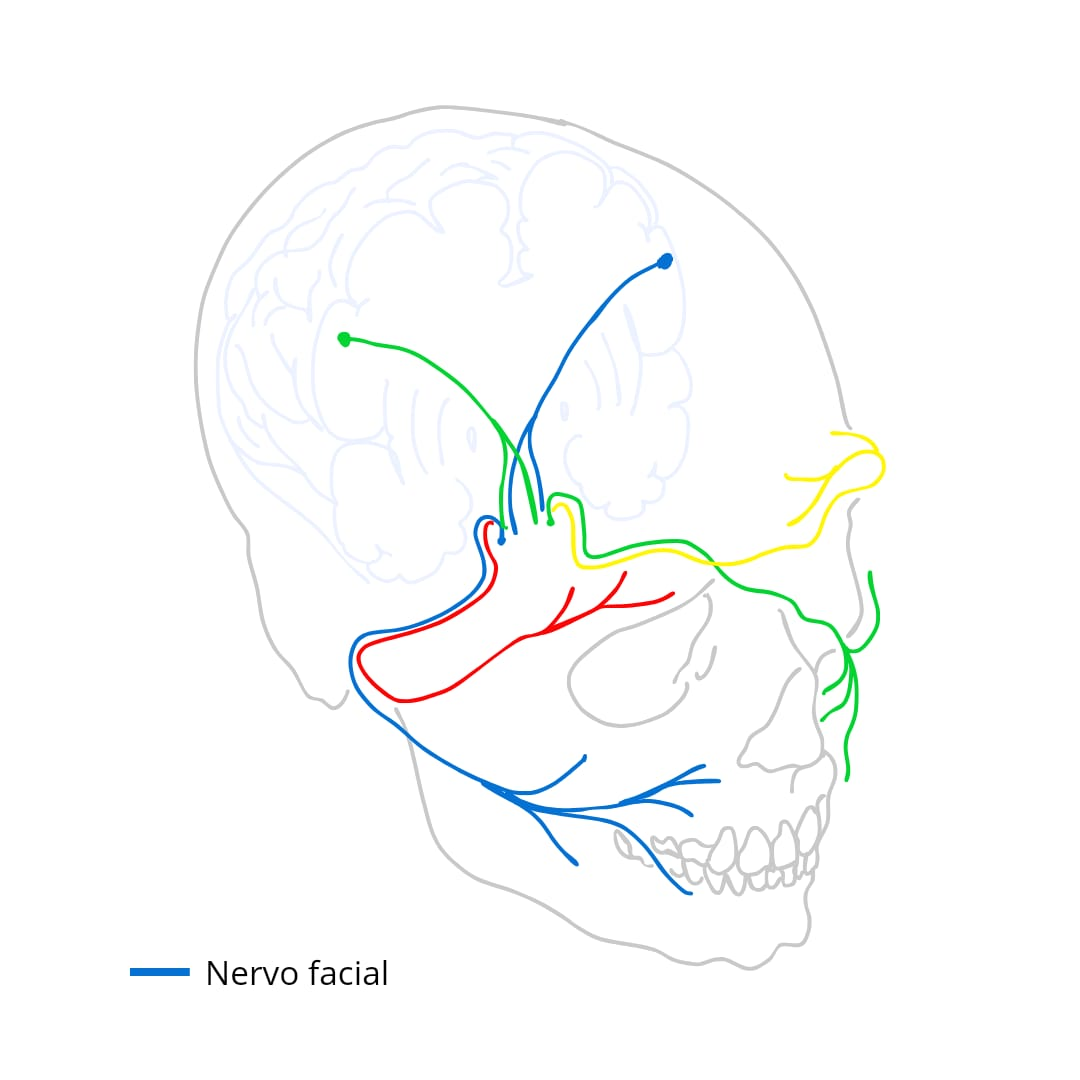
Imagem ilustrativa do nervo facial.

A paralisia facial ocorre devido ao comprometimento no nervo facial (VII par craniano), havendo paralisação temporária ou permanente da musculatura da face. Essa lesão ocorre nos neurônios motores piramidais do córtex frontal, podendo afetar os núcleos motores do terço inferior do nervo, caracterizando paralisia periférica ou, ainda, os núcleos motores superiores (ipsilateral e/ou contralateral à lesão) caracterizando paralisia central (que pode afetar a parte superior e/ou inferior da face).
Lesões vasculares, tumorais, processos degenerativos ou inflamatórios podem causar lesão nos núcleos motores superiores e/ou inferiores, ocasionando paralisia central.
Traumas, especialmente o traumatismo cranioencefálico podem causar lesão nos núcleos motores do terço inferior do nervo facial, ocasionando a paralisia periférica.

## Achados Audiológicos
A paralisia de Bell é a mais comum entre as paralisias e seu tratamento pode envolver a cirurgia de descompressão do nervo facial. Durante esse procedimento, qualquer estrutura próxima ao caminho do nervo facial está sob risco.

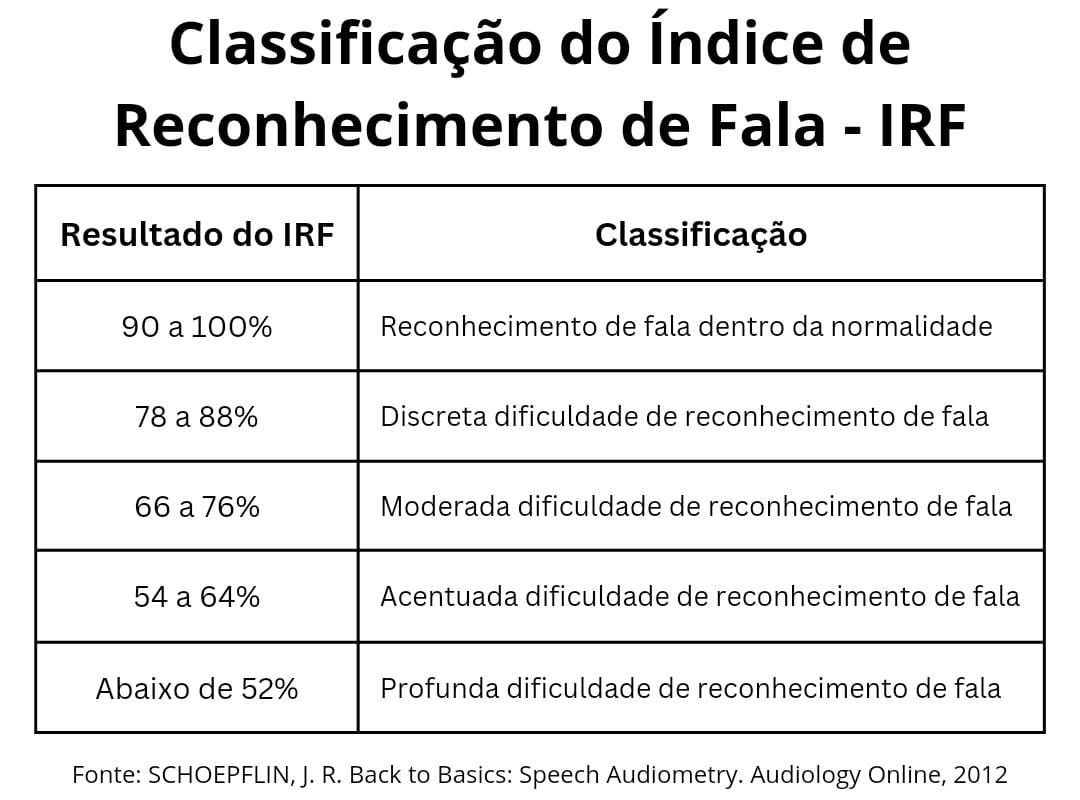

Em uma pesquisa, comparando os níveis de perda auditiva antes e após a cirurgia de descompressão do nervo facial, 31% dos pacientes apresentaram variação do índice de reconhecimento de fala. Desses 31% dos pacientes, 40% apresentaram piora de 5 dB (Decibel), 50% apresentaram piora de 10 dB e 10% apresentaram piora maior do que 10 dB.
Os pacientes com paralisia de Bell também podem apresentar ausência do reflexo estapediano, contração bilateral do músculo estapédio em resposta a sons intensos, em caso de lesão supra-estapediana, fazendo com que tenham hipersensibilidade auditiva.
O trajeto do nervo facial apresenta 4 segmentos: labríntico, timpânico, piramidal e mastoideo. Em caso de tumor neurogênico na bainha do nervo, a localização do tumor no trajeto do nervo influencia os sintomas. Quando acomete o segmento mastoideo, a paralisia facial é geralmente o primeiro sintoma. Quando acomete o segmento timpânico, o primeiro sintoma é a perda auditiva condutiva. No segmento labiríntico a lesão determina sintomas relacionados a audição e o paciente não apresenta paralisia facial.
Devido ao seu longo percurso intracraniano, o nervo facial é o par craniano mais atingido por traumas. Os traumas do crânio frequentemente provocam fraturas, sendo as longitudinais mais comuns que as transversais. Em fraturas longitudinais é observado sinais de otorragia (sangramento no ouvido), deformidade da parede póstero-superior do meato acústico externo, perda auditiva condutiva e, em 20% dos casos, paralisia facial. Já nas fraturas transversais, geralmente mais graves, os sinais mais comuns são o hemotímpano, perda auditiva sensorioneural e, em 40% dos casos, paralisia facial, entre outros sinais.
Além disso, a otite média aguda, uma infecção bacteriana do ouvido médio, pode acarretar inúmeras complicações, dentre elas a perda auditiva e a paralisia facial periférica.

## Diagnóstico da paralisia facial
O diagnóstico da paralisia facial é feito através da observação do indivíduo e na maioria das vezes não é necessário realizar exames complementares. Contudo, para certificar-se de que se trata somente de uma paralisia facial pode-se recorrer à ressonância magnética.

## Tratamento para paralisia facial
O tratamento para para paralisia facial é feito com medicamentos, uso de colírios, antivirais, fisioterapia e fonoaudiologia.
O uso de colírios ou de lágrimas artificiais é essencial para manter o olho afetado devidamente hidratado e diminuir o risco de lesões na córnea. Para dormir, deve-se aplicar uma pomada receitada pelo médico e usar uma proteção nos olhos como uma venda, por exemplo.
É importante que os exercícios de fisioterapia não sejam realizados várias vezes ao dia e nem mesmo todos os dias, pois os músculos da mímica facial são altamente fadigáveis, e um tratamento intenso pode ser mais prejudicial do que benéfico, por conta disso os exercícios de fisioterapia devem ser realizados cerca de 3 a 4 vezes na semana somente, e em sessões não tão longas, porque isso potencializa o tratamento, ao contrário do pensamento comum de que quanto mais fisioterapia, mais rápido e melhores os resultados.
Os indivíduos que não tiverem remissão dos sintomas em até 3 semanas, poderão ficar com sequelas permanentes. O tempo de tratamento varia de 3 meses a 1 ano.